# Johannes Dieckmann
Johannes Dieckmann (ur. 19 stycznia 1893 w Fischerhude, zm. 22 lutego 1969 w Berlinie) – polityk wschodnioniemiecki.
W latach 1919–1933 był działaczem Niemieckiej Narodowej Partii Ludowej, w 1945 został współzałożycielem Liberalno-Demokratycznej Partii Niemiec, a w 1948 jej wiceprzewodniczącym. Od 1948 był również przewodniczącym Izby Ludowej. W 1949 pełnił tymczasowo funkcję prezydenta, którą utracił po wybraniu na głowę państwa Wilhema Piecka. Taką samą funkcję pełnił po śmierci Piecka w 1960. W tym samym roku otrzymał posadę wiceprzewodniczącego Rady Państwa NRD.